# Frank Rijkaard
Franklin Edmundo "Frank" Rijkaard, född 30 september 1962 i Amsterdam är en nederländsk fotbollsspelare och tränare. Han är mest känd för sin tid i AC Milan och som landslagsman för Nederländerna och segern i EM 1988.

## Biografi

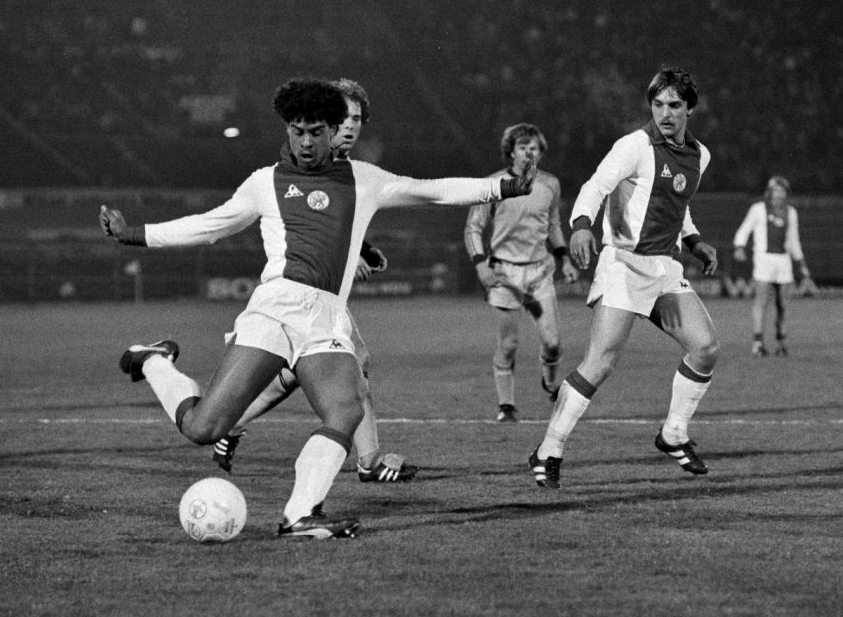
Rijkaard i Ajax när laget möter Bayern München i Europacupen 1980.

1980 började Rijkaards proffskarriär i Ajax där han avancerade till landslagsman. 1982 blev han holländsk mästare för första gången. 1987 lämnade han efter en konflikt med tränaren Johan Cruijff Ajax för spel i Sporting Lissabon men då övergången skedde för sent blev han spärrad från spel. Han blev utlånad till Real Zaragoza. Rijkaard skrev nu under ett kontrakt med Milan från och med säsongen 1988–1989.

### AC Milan
I AC Milan bildade han en legendarisk trio med landsmännen Marco van Basten och Ruud Gullit. Tillsammans förde de Milan till flera cuptitlar och ligasegrar samt satte ett hittills oslagbart ligarekord med 58 matcher i följd utan förlust.
1988 vann Holland EM-guldet mycket tack vare dessa tre spelare.

### Tränare
1998 utsågs Rijkaard till förbundskapten för Nederländernas landslag. Han ledde laget i hemma-EM 2000 då laget nådde semifinal. Han hade tidigare varit assisterande förbundskapten tillsammans med Johan Neeskens och Ronald Koeman under Guus Hiddink. Under EM 2000 gjorde laget flera imponerande matcher, bland annat 6-1 mot Jugoslavien. Men laget förlorade semifinalen mot Italien och Rijkaard avgick direkt. 
2007-2008 säsongen blev Riijkards sista som tränare för FC Barcelona efter att klubbpresidenten, Joan Laporta tillkännegav att Josep Guardiola skulle bli FC Barcelonas nya tränare. I juni 2009 offentliggjordes det att Rijkaard blev ny tränare i Galatasaray SK. Säsongen 2010/2011 fick han sparken från Galatasaray efter att laget kom trea i ligan.

## Meriter
- VM i fotboll: 1990, 1994
  - VM-kvartsfinal 1994
- EM i fotboll: 1988, 1992
  - EM-guld 1988
  - EM-semifinal 1992

- Holländsk mästare 1982, 1983, 1994, 1995
- Italiensk mästare 1992, 1993
- Europacupen för mästarlag 1989, 1990, 1995

### Tränarkarriär
- FC Barcelona
  - Spanska ligan 2005, 2006
  - Champions League 2006
- Galatasaray SK